# Zmarzłe Czuby
Zmarzłe Czuby (niem. Fagyott-tavi-taraj, słow. Zmrzlé čuby, węg. Fagyott-tavi-taraj) – dwie turnie rozdzielone szeroką przełęczą, znajdujące się w długiej wschodniej grani Świnicy, a dokładnie we wschodniej grani Małego Koziego Wierchu.
Od głównego wierzchołka Małego Koziego Wierchu oddziela je wąska Zmarzła Przełączka Wyżnia, z której opada głęboki żleb Honoratka, dawniej zwany Żydowskim Żlebem i jeszcze dziś tak oznaczany na niektórych mapach. Ściany północne opadają do Kotła Zmarzłego Stawu Gąsienicowego. Jest w nich wąska półka, którą poprowadzono szlak Orlej Perci. Przejście to ubezpieczone jest łańcuchami i klamrami Często aż do późnego lata zalega tutaj śnieg, co było przyczyną wielu wypadków śmiertelnych. Strome, południowe ściany Zmarzłych Czub opadające w kierunku Dolinki Pustej mają ok. 160 m wysokości. Od sąsiedniej w grani Zamarłej Turni Zmarzłe Czuby oddzielone są Zmarzłą Przełęczą.
W tatrzańskich przewodnikach nie jest podawana wysokość Zmarzłych Czub. Na nielicznych mapach występują różne dane – od 2193 i 2189 m dla obu wierzchołków do 2222 m dla wierzchołka zachodniego.
Pierwsze odnotowane wejście na zachodni wierzchołek Zmarzłych Czub – ks. Walenty Gadowski z osobami towarzyszącymi – ok. 1902 r., podczas wejścia na Mały Kozi Wierch z Dolinki Pustej na siodło pomiędzy Zmarzłymi Czubami i granią, przez zachodni wierzchołek Zmarzłych Czub, Zmarzłą Przełączką Wyżnią na Mały Kozi Wierch.
Pierwsze wejście taternickie północną grzędą Zmarzłych Czub na wschodni wierzchołek – Kazimierz Dobrucki, Witold Henryk Paryski, Adam Uznański 28 lipca 1931 r. W południowo-wschodnich stromych ścianach Zmarzłych Czub znajduje się dla taterników wiele dróg wspinaczkowych o dużym stopniu trudności.
Z rzadkich w Polsce gatunków roślin stwierdzono występowanie turzycy tęgiej

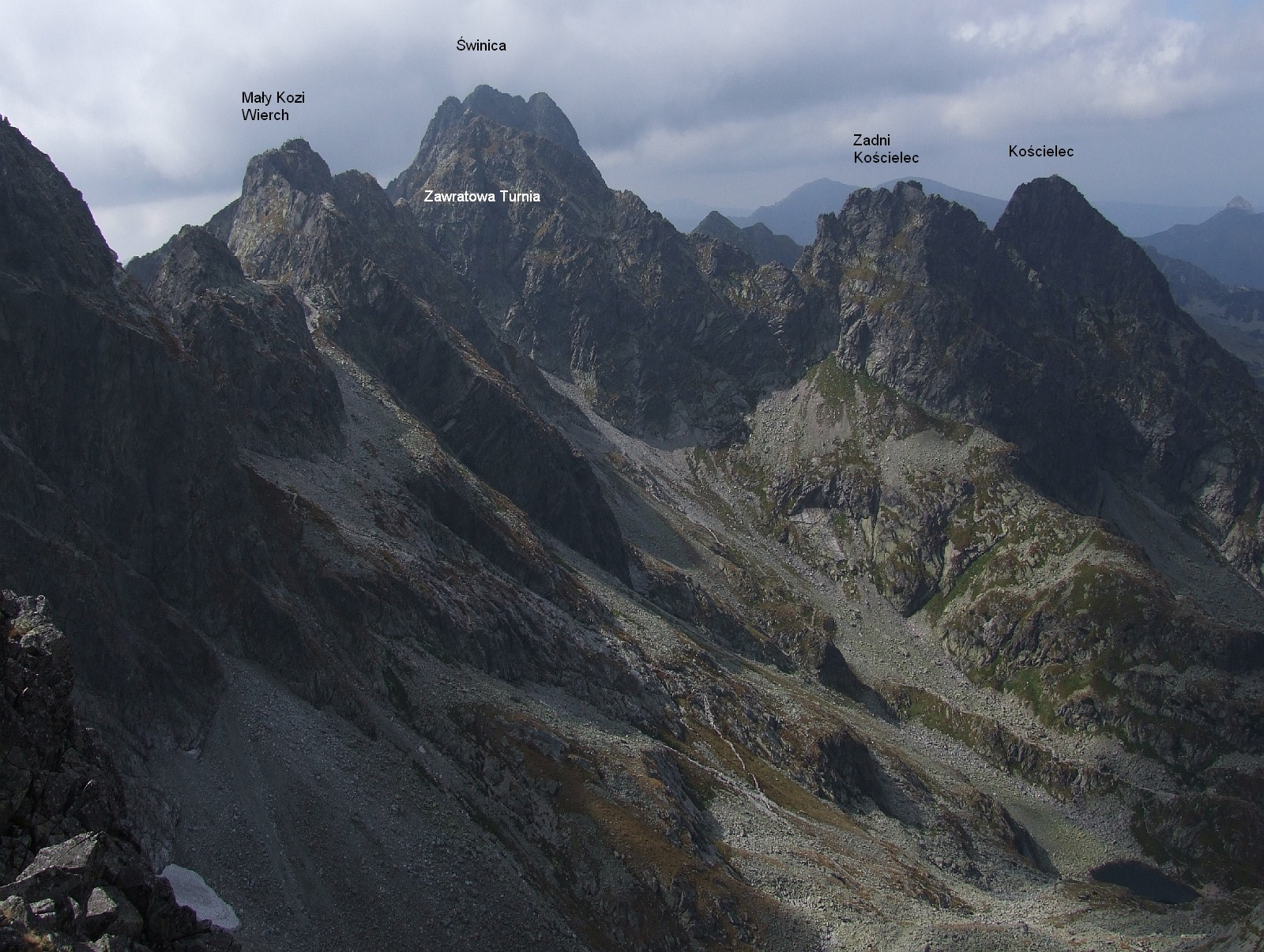
Poniżej Małego Koziego Wierchu widoczny jeden z wierzchołków Zmarzłych Czub
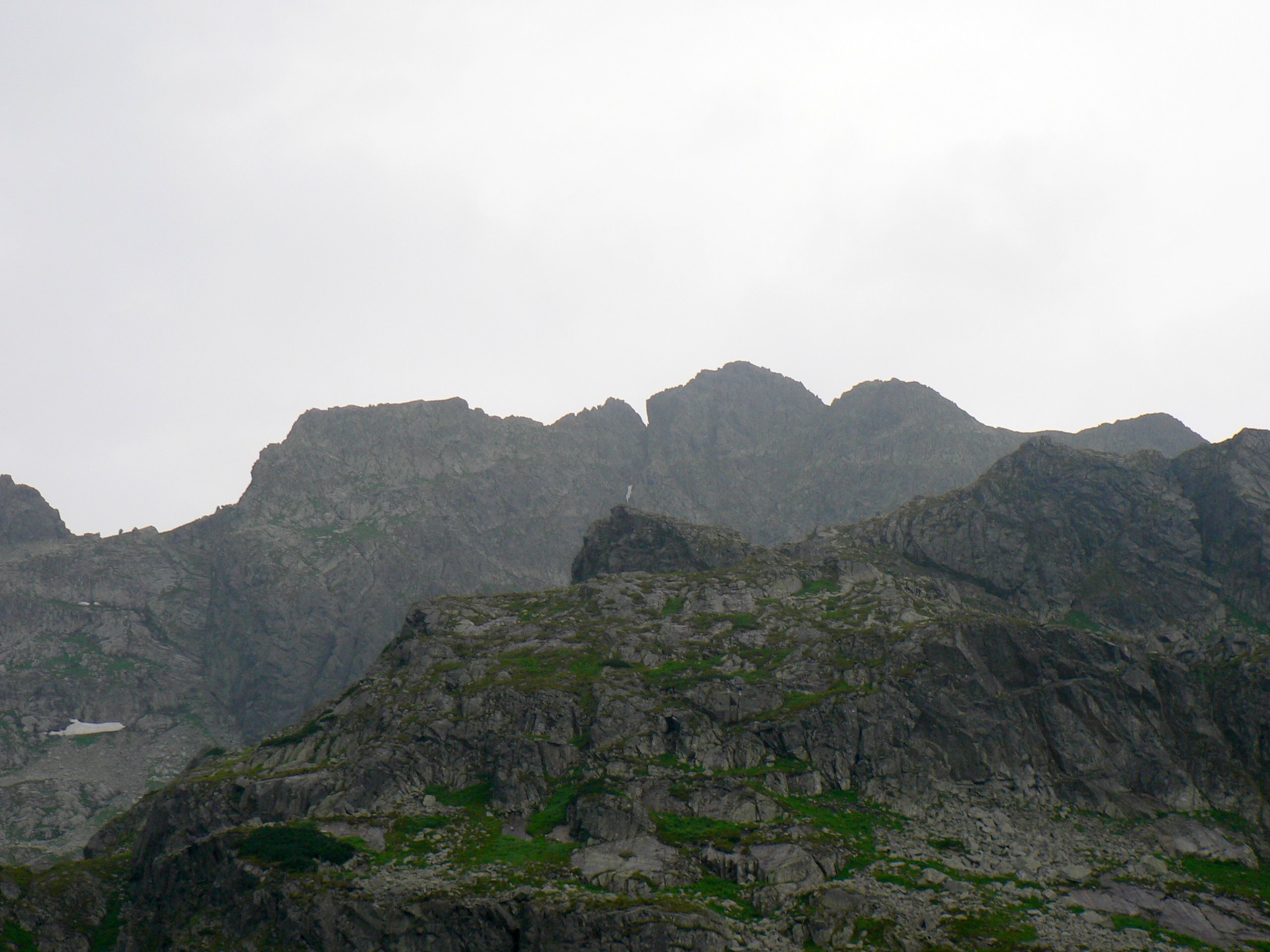
Zmarzła Przełęcz, Zmarzłe Czuby, Zmarzła Przełączka Wyżnia i Mały Kozi Wierch
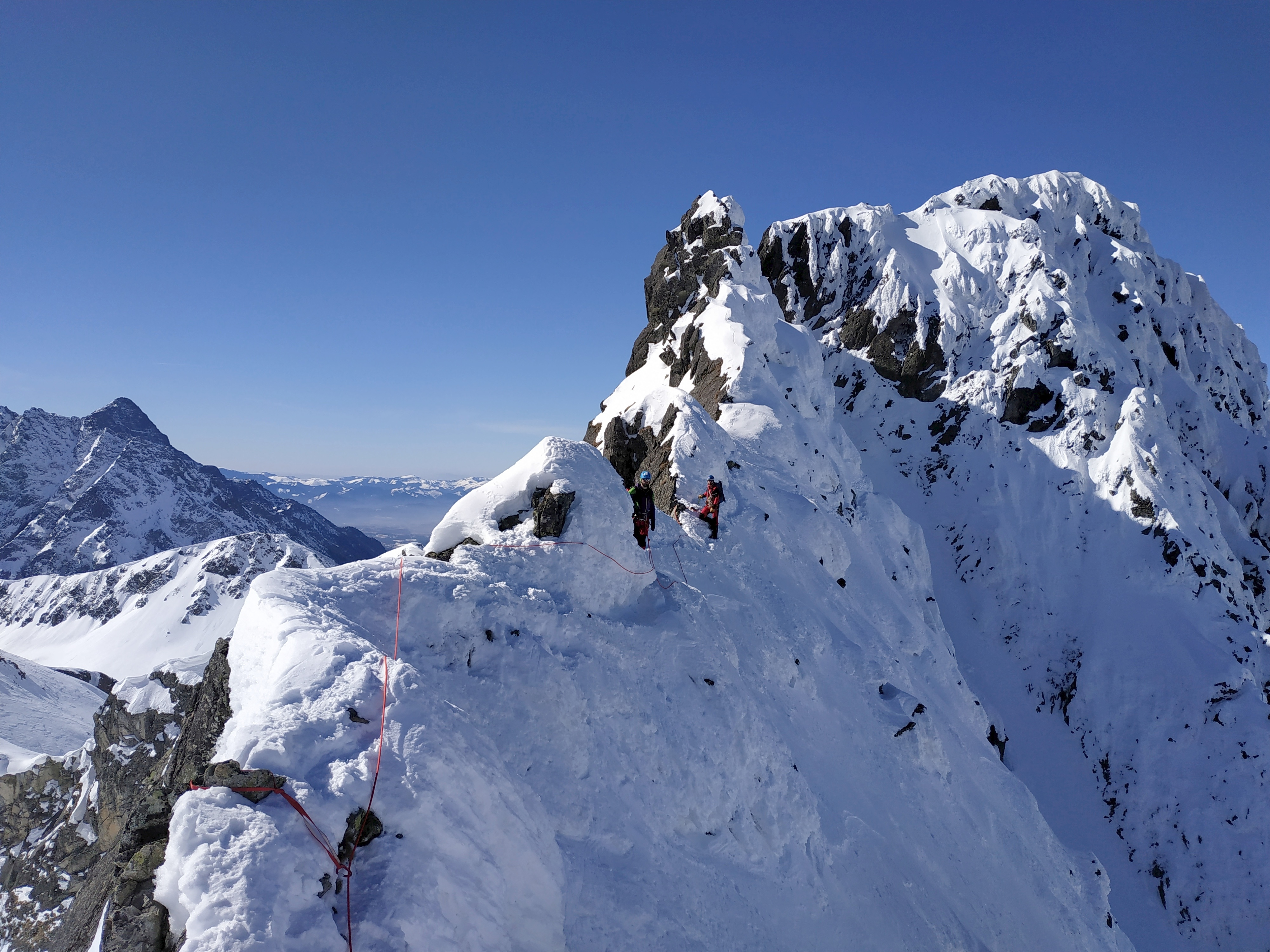
Zmarzłe Czuby i Mały Kozi Wierch
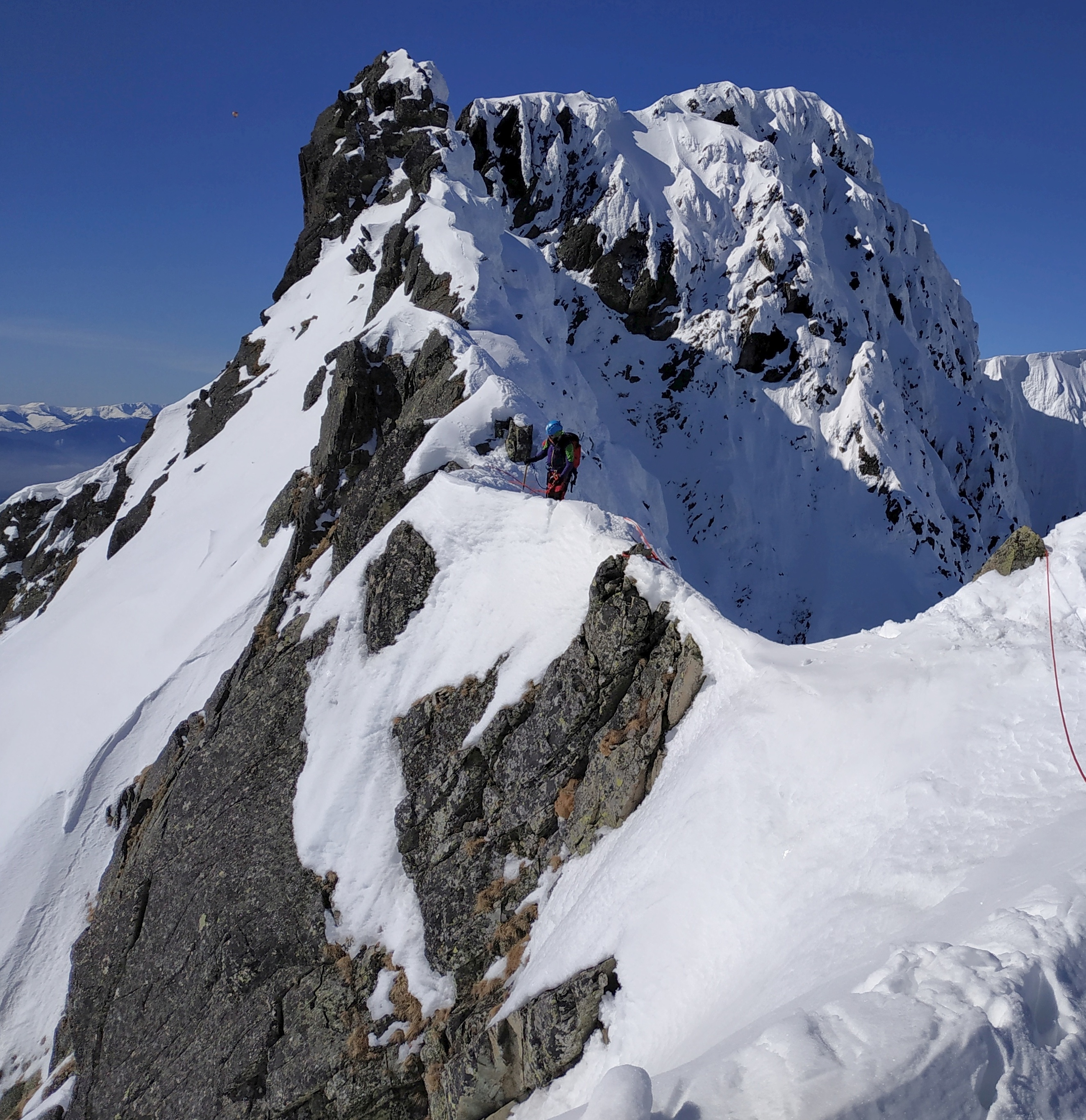
Zmarzłe Czuby i Mały Kozi Wierch

## Szlaki turystyczne
Przez rejon Zmarzłych Czub przebiega znakowana czerwono Orla Perć z przełęczy Zawrat na Krzyżne. Na odcinku Zawrat – Kozi Wierch od lipca 2007 r. ruch odbywa się wyłącznie w kierunku wschodnim z Zawratu w kierunku Koziego Wierchu. Orla Perć nie prowadzi przez szczyty Zmarzłych Czub, lecz trawersuje ich północne ściany (łańcuchy) i poprzez podciętą płytę wyprowadza na Zmarzłą Przełęcz. Dobrze widoczne są stąd potężne zerwy Zamarłej Turni
 – Orla Perć. Czas przejścia z Zawratu na Kozi Wierch: 2:50 h.